# 红耳鹦雀
红耳鹦雀（学名：Erythrura coloria）是一种梅花雀，为菲律宾棉兰老岛的特有种。

## 栖息地
红耳鹦雀栖息于海拔1,000米以上的森林下层、林缘、次生林和空旷草坪。该物种的保护状况被评为近危。在棉兰老岛中部的每座山上，几乎都能觅得红耳鹦雀的踪迹。